# Золотухін Володимир Максович
Золотухін Володимир Максович (16 травня 1936, Харків — 4 вересня 2010, Харків) — український композитор. Народний артист України (1996), Заслужений діяч мистецтв УРСР (1973), Лауреат премії ім. І. Слатіна (1995), ім. Б. Лятошинського (1997), ім. О. Масельського (2001), Лауреат 3-го Всесоюзного конкурсу композиторів СРСР (Москва, 1969). Професор (1989). Член Національної спілки композиторів України.
Закінчив Харківську консерваторію (1963, клас Д. Клебанова). З 1963 р. викладав у Харківському державному інституті культури, від 1967 працював у Харківському інституті мистецтв. З 1993 року обіймав посаду завідувача кафедри композиції та інструментування.

## Основні твори
- балет «Вогонь Еліди» (лібрето В. Соболєва та О. Чепалова, 1980);
- музична драма «І один у полі воїн» (1984);
- дитячий мюзикл «Маленька чаклунка» (1996; обидва — лібрето Д. Шевцова);
- 5 Симфоній (1970, 1982, 1993, 2000, 2009);
- для симфонічного оркестру — поема «Пам'яті невідомого солдата» (1963), «Концертна увертюра» (1969), концерт «Купальські ігрища» (1997);
- для естрадно-симфонічного оркестру — поема «Автограф» (1985), концерт «Російські візерунки» (1986);
- для соліста, читця, мішаного хору та симфонічного оркестру — «Поема про велику битву» (1985);
- для соліста, мішаного хору та симфонічного оркестру — ода «Зоряні орбіти України» (2004);
- для фортепіано з симфонічним оркестром — 2 Концерти (1994, 2004);
- для фортепіано — 2 Сонати (1972, 1991), фортепіанний альбом «Прелюдії та новели» (1992), концертна сюїта для 2-х фортепіано «Американський альбом» (2000), збірка концертних п'єс «Поезія весняних акварелей», «Дума» (обидві — 2005), «Чардаш» (2008);
- для скрипки з симфонічним оркестром — 2 Концерти (1965, 1994);
- для 4-х скрипок з симфонічним оркестром — «Concerto grosso» (1989);
- для скрипки з камерним оркестром — композиція «Потаємне: мрії, тривоги, сподівання» (2008);
- для саксофона з естрадно-симфонічним оркестром — Концерт-блюз (1992);
- твори для духових інструментів та ансамблів;
- камерні вокальні та інструментальні твори[1].

## Фільмографія
Автор музики до кінофільмів:
- «Переходимо до любові» (1975, т/ф),
- «Сімейне коло» (1980) тощо.